# Пожар (Брянська область)
Пожа́р (рос. Пожар) — селище у Брасовському районі Брянської області Росії. Входить до складу муніципального утворення Глодневське сільське поселення.
Населення — 5 осіб.
Розташоване за 3 км на північний захід від села Глодневе.

## Історія
Виникло у 1920-ті роки (первинна назва — Пожарище). До 2005 року входило до Глодневської сільради.

## Населення
За найновішими даними, населення — 5 осіб (2013).
У минулому чисельність мешканців була такою:
| Роки      | 1926 | 1979 | 1989 | 2002 | 2010 |
| --------- | ---- | ---- | ---- | ---- | ---- |
| Населення | 131  | 93   | 59   | 34   | 13   |